# Tábor (Velké Heraltice)
Tábor (Duits:  Tabor, soms ter onderscheiding van de gelijknamige Boheemse stad Tábor ve Slezsku genoemd) is een Silezisch dorp, deelgemeente en kadastrale gemeente in de Tsjechische gemeente Velké Heraltice. In Tábor wonen ongeveer 75 mensen.

## Geschiedenis
- 1976 – De gemeente Tábor wordt geannexeerd door de (toenmalige) gemeente Loděnice.
- 1990 – Tábor wordt (opnieuw) een zelfstandige gemeente.
- 1999 – De gemeente Tábor wordt geannexeerd door de gemeente Velké Heraltice.[2]